# Illa La Ronser
L'illa La Ronser, també anomenada La Ronciere (en rus Остров Ла-Ронсьер) és una illa de l'arxipèlag de la Terra de Francesc Josep, a Rússia. Administrativament pertany a l'óblast d'Arkhànguelsk.

## Història
L'illa va ser batejada el 1874 per Julius von Payer i Karl Weyprecht, membres de l'expedició austrohongaresa al Pol Nord, en honor del capità La Ronciere Le Noury, missatger de l'emperador Francesc Josep I d'Àustria. L'expedició Ziegler l'anomenà "illa Whitney" el 1903, la qual cosa explica la seva presència en alguns mapes amb aquest nom.

## Geografia
L'illa fa 29 quilòmetres de llarg per 19 d'ample i té una superfície de 478 km². El punt més alt de l'illa és de 431 msnm. Gairebé tota ella està coberta per gels perpetus, tret de dos petits punts a la riba nord-est i oest. Es troba 8 quilòmetres al nord de la Wilczek Land. Sis quilòmetres al sud-oest hi ha la petita illa de Geddes.